# Sonate pour piano de Stravinsky
Pour les articles homonymes, voir Sonate pour piano (homonymie).
La Sonate pour piano d'Igor Stravinsky, sa deuxième, est composée à Nice en 1924. Dédiée à la princesse de Polignac, elle dure environ dix minutes et est considérée comme un chef-d'œuvre. Stravinsky a achevé une autre sonate, plus tentaculaire, en fa dièse mineur, en 1904 et, en 1943, une Sonate pour deux pianos.

## Historique
La Sonate pour piano est écrite dans la foulée du Concerto pour piano et instruments à vent et composée en août et octobre 1924 à Nice. Dédiée à la princesse de Polignac, la partition est créée par le compositeur au Festival de Donaueschingen en juillet 1925,.
Dans Chroniques de ma vie, Igor Stravinsky écrit concernant l'œuvre :

« Je l'ai nommé ainsi sans vouloir, toutefois, lui donner la forme classique telle que nous la trouvons chez Clementi, Haydn et Mozart, et qui est toujours, comme on le sait, conditionnée pas son Allegro. Le terme « sonate », je l'ai employé dans sa signification originelle, comme dérivant du mot sonare, en opposition à cantare d'où vient cantate. Par conséquent, en usant de ce terme, je ne me voyais pas lié par la forme consacrée dès la fin du XVIIIe siècle. »

La partition est publiée en 1925 chez Édition russe de musique puis Boosey & Hawkes.

## Structure
La Sonate pour piano, d'une durée moyenne d'exécution de dix minutes environ, comprend trois mouvements :
- = 112, à l'écriture « simple et homogène[1] », essentiellement constituée de lignes brisées, d'arpèges et de tierces[1], dans le style d'une invention de Bach[4] ;
- Adagietto, mouvement, selon André Lischke, « le plus riche et le plus important[1] » de la sonate, qui lorgne vers Beethoven[4] ;
- = 112, finale qui fait pendant avec le mouvement initial[5], mais avec une « plus grande diversité d'écriture[5] », et dont les dernières mesures « bouclent l'œuvre en citant, en doubles croches au lieu des triolets, le début du premier mouvement[6] ».

Pour Guy Sacre, la partition « est une manière de chef d'œuvre, mélange original, inimitable, de naïf et de magistral ».
L'avis des compositeurs contemporains de Stravinsky est en revanche acerbe, à l'image de ce qu'écrit Prokofiev dans une lettre à Miaskovski : « Stravinski vient d'écrire une épouvantable sonate, qu'il joue lui-même avec un certain chic. C'est du Bach, avec des marques de petite vérole ». Ou du texte de la deuxième des Trois Satires op. 28 (1925) d'Arnold Schönberg : 
Mais qui tambourine donc là ?

C'est le petit Modernski !

Il s'est fait faire une coiffure à l'ancienne

Qui lui sied très bien !

Quels vrais faux cheveux !

Quelle perruque !

Tout comme (du moins le petit Modernski se l'imagine)

Tout comme le père Bach !